# Ruitz
Ruitz ist eine französische Gemeinde mit 1.493 Einwohnern (Stand: 1. Januar 2022) im Département Pas-de-Calais in der Region Hauts-de-France. Sie gehört zum Arrondissement Béthune sowie zum Kanton Nœux-les-Mines (bis 2015: Kanton Barlin) und ist Mitglied des Gemeindeverbandes Béthune-Bruay, Artois-Lys Romane. 

## Geographie
Ruitz liegt etwa acht Kilometer südsüdwestlich von Béthune. Umgeben wird Ruitz von den Nachbargemeinden Haillicourt im Norden und Westen, Houchin im Nordosten, Barlin im Osten, Maisnil-lès-Ruitz im Süden sowie Houdain im Südwesten.

## Bevölkerungsentwicklung
| 1962                      | 1968 | 1975 | 1982 | 1990 | 1999 | 2006 | 2013 |
| ------------------------- | ---- | ---- | ---- | ---- | ---- | ---- | ---- |
| 948                       | 1016 | 1035 | 1426 | 1594 | 1582 | 1511 | 1554 |
| Quelle: Cassini und INSEE |      |      |      |      |      |      |      |

## Sehenswürdigkeiten
- Kirche Saint-Maurice aus dem 13. Jahrhundert

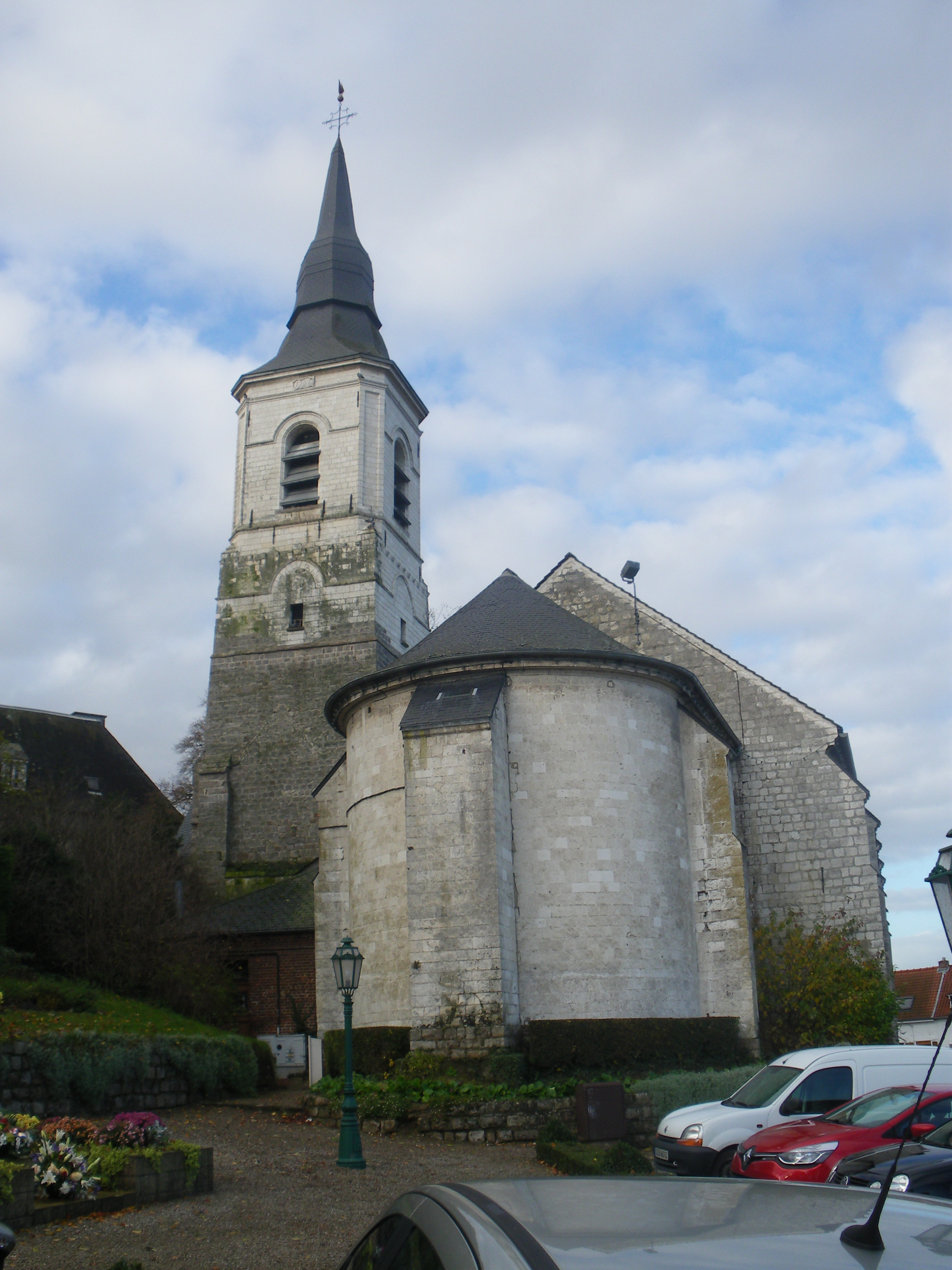
Kirche Saint-Maurice

- Kapelle
- Schloss aus dem 18. Jahrhundert

## Persönlichkeiten
Henri-Marie Guilluy OSB (1911–2008), Benediktinermönch und Ordensgründer, geboren in Ruitz